# Irrlicht förlag
Irrlicht förlag är ett svenskt bokförlag och skivbolag som grundades 2010. Utgivningen fokuserar på samtida konst och poesi. Bland utgivna författare och musiker återfinns Kristofer Flensmarck, Maria W Horn, Johannes Heldén, Lyra Ekström Lindbäck, Jessica Andersson, Erik Enocksson, David Zimmerman.  

## Musik
- 2010 – Misantropi för nybörjare[6], Chicagojazzen
- 2012 – Det ska se ut som slutet, Diskoteket
- 2013 – System pt. 2, Johannes Heldén
- 2019 – On Transmutation, Maria W Horn, Martin Herterich, Lisa Holmqvist, Erik Enocksson
- 2021 – On Eternity, Anna von Hausswolff, Mats Erlandsson, Felicia Lindgren, Theodor Kentros
- 2022 – 21-8-21, Kristofer Flensmarck, Erik Enocksson
- 2023 – Signal, Kristofer Flensmarck, Erik Enocksson
- 2023 – 20.1.23, Sonja Tofik
- 2023 – Räkna evighet som intet, Erik Enocksson
- 2023 – 06.05˙23, Caligulas mamma
- 2023 – Fyra dimensioner av ett träsk, Christine Ödlund
- 2024 – 28/4/23, Mats Erlandsson
- 2025 – Över mitt ögas dag, Lisa Stenberg, David Zimmerman